# عربیا ۱۱۵۷
سیارک ۱۱۵۷ (به انگلیسی: 1157 Arabia، نامگذاری:1929QC) هزار و صد و پنجاه و هفتمین سیارک کشف شده‌است که در ۳۱ اوت ۱۹۲۹ و در هایدلبرگ کشف شد.
قدر مطلق سیارک برابر ۱۰٫۰۰ است.